# Abū Ayyūb al-Ansārī

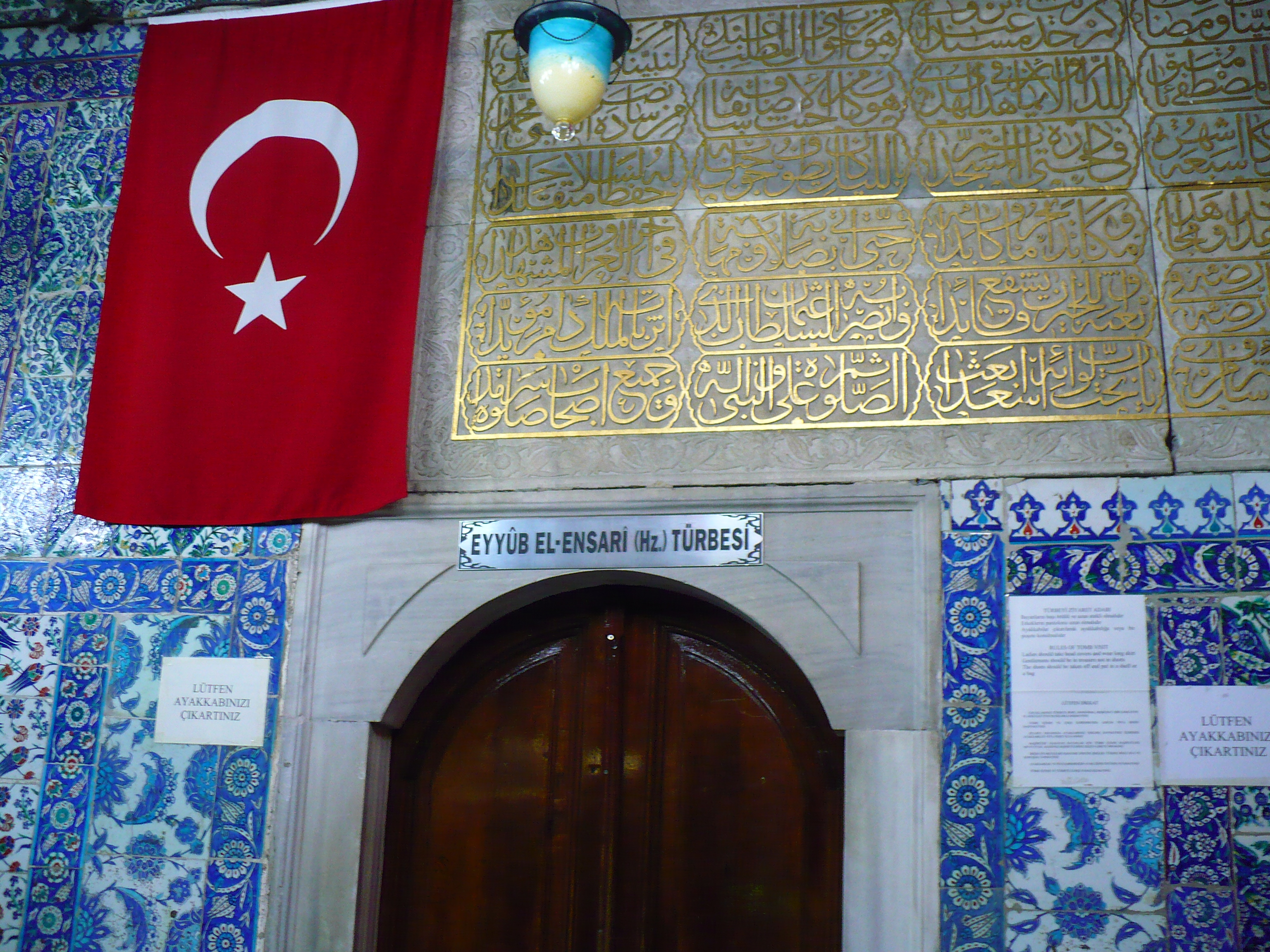
Eingang zum Grab innerhalb der Eyüp-Sultan-Moschee

Abū Ayyūb al-Ansārī (arabisch أبو أيوب الأنصاري, DMG Abū Ayyūb al-Anṣārī; * 576; gestorben zwischen 669 und 674 in Konstantinopel) war einer der Gefährten des islamischen Propheten Mohammed und dessen Fahnenträger; er war nach dem biblischen Hiob bzw. Ijob benannt. Er zählt zu den Ansar. Er überlebte Mohammed und starb schließlich vor der Mauer von Konstantinopel, wo er während der erfolglosen ersten Belagerung der Stadt durch die Muslime fiel, oder nach anderer Überlieferung während der Belagerung ins Feldlager zurückkehrte und dort eines natürlichen Todes starb. Für die Belagerung gibt es verschiedene Datierungen (669, 674), überliefert ist jedoch, dass Ayyub bei seinem Tod über 90 Jahre alt gewesen sein soll.

## Grab und Moschee
At-Tabarī zufolge habe der arabische Befehlshaber (und spätere Kalif) Yazid I. den Byzantinern gedroht, christliche Kirchen in Syrien zu zerstören, wenn das knapp außerhalb der antiken Stadtmauer gelegene Grab geschändet werden sollte, woraufhin es bis zur lateinischen Eroberung Konstantinopels 1203/04 unversehrt geblieben sein soll. Sein Grab im heutigen Istanbuler Stadtteil Eyüp, das der Legende nach durch wundersame Träume kurz nach der osmanischen Eroberung von Akşemseddin wiedergefunden wurde, befindet sich heute in der Eyüp-Sultan-Moschee und wird von zahlreichen Pilgern besucht.

## Einzelnachweis
1. ↑  At-Tabarī, Târih (Islamische Geschichte), III 2324 ibnü'l-Esir, Üsdü'l-Ğabe, V, 143; Hâfız Huseyn b. Haccı, Hadîkatü'l Cevâmî, I, 2434

| Personendaten    | Personendaten                   |
| ---------------- | ------------------------------- |
| NAME             | Abū Ayyūb al-Ansārī             |
| ALTERNATIVNAMEN  | Abu Ayyub al-Ansari             |
| KURZBESCHREIBUNG | Gefährte des Propheten Muhammad |
| GEBURTSDATUM     | 576                             |
| STERBEDATUM      | zwischen 669 und 674            |
| STERBEORT        | Konstantinopel                  |